# Irena Lewandowska (tłumaczka)

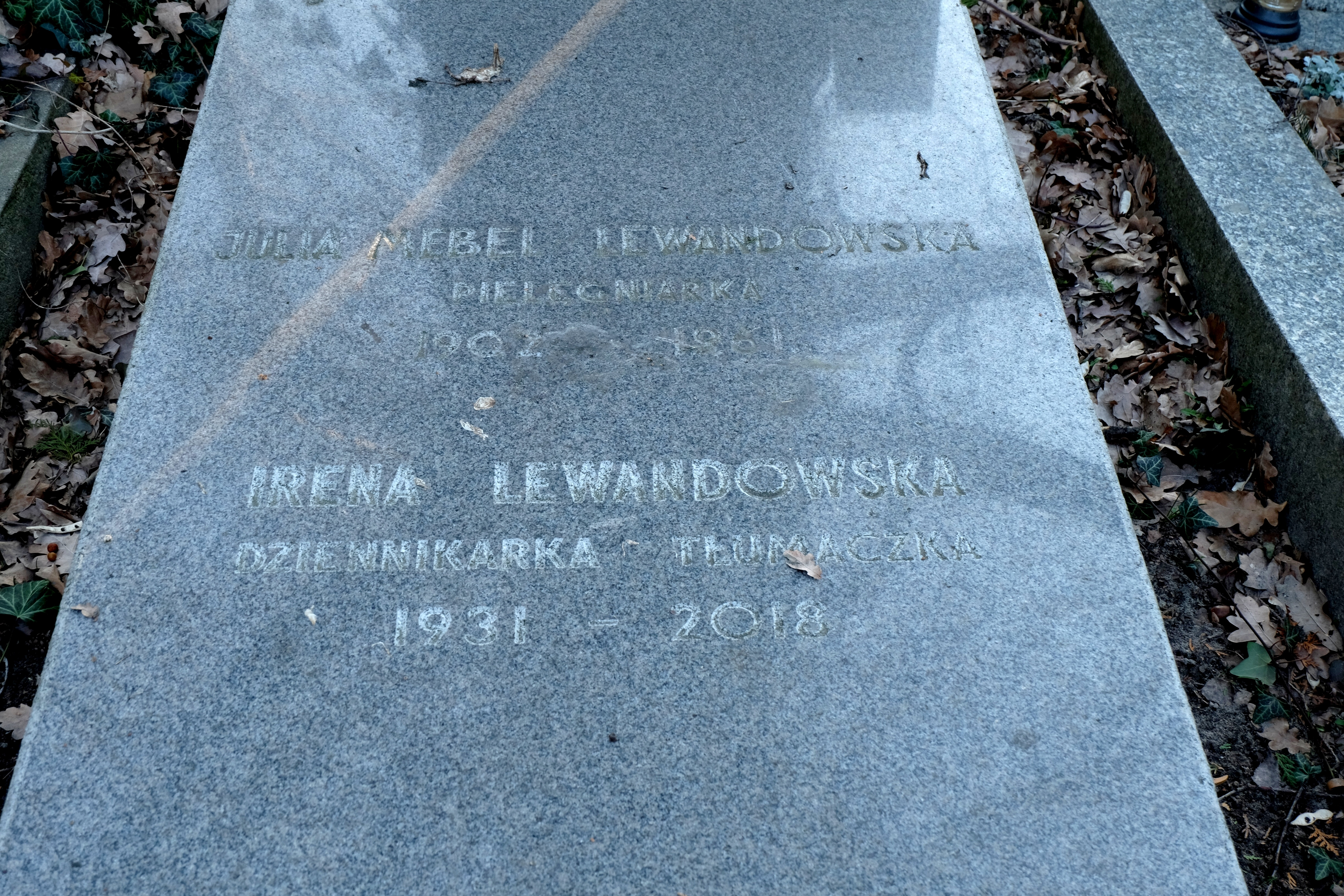
Grób Ireny Lewandowskiej na cmentarzu Wojskowym na Powązkach w Warszawie

Irena Lewandowska (ur. 11 lipca 1931 w Warszawie, zm. 5 grudnia 2018 tamże) – polska tłumaczka literatury rosyjskojęzycznej.

## Życiorys
Urodziła się 11 lipca 1931 jako córka dziennikarza Samuela Kletza i pielęgniarki Julii Ity Mebel. Od czasu okupacji niemieckiej używała nazwiska Lewandowska. Po upadku powstania warszawskiego przez kilka miesięcy mieszkała w Laskach.
Po wojnie mieszkała w Łodzi, gdzie ukończyła liceum ogólnokształcące. W latach 1950–1955 studiowała ekonomię w Szkole Głównej Planowania i Statystyki w Warszawie. uzyskując tytuł magistra. Należała wówczas do Związku Młodzieży Polskiej.
Przełożyła kilkadziesiąt książek z języka rosyjskiego autorstwa m.in. Michaiła Bułhakowa, Arkadija i Borysa Strugackich, Wieniedikta Jerofiejewa, Bułata Okudżawy, Aleksandra Sołżenicyna, Kira Bułyczowa oraz Anny Politkowskiej. Tłumaczyła liczne opowiadania fantastyczne publikowane w miesięczniku Fantastyka i takich antologiach jak Rakietowe szlaki, Kroki w nieznane czy Klasyka rosyjskiej SF.
Współpracowała przy tłumaczeniu z Witoldem Dąbrowskim, ich wspólne przekłady to m.in. Mistrz i Małgorzata (1969), Jeden dzień Iwana Denisowicza. Dąbrowski był także jej partnerem. Mieli córkę Justynę Dąbrowską (ur. 1960), psycholożkę.
W styczniu 1976 podpisała list protestacyjny do Komisji Nadzwyczajnej Sejmu PRL przeciwko zmianom w Konstytucji Polskiej Rzeczypospolitej Ludowej.
Od 1971 należała do Związku Literatów Polskich, a od 1989 do Stowarzyszenia Pisarzy Polskich oraz do Polskiego PEN Clubu (od 1991 członkini komisji rewizyjnej, w latach 1999–2011 członkini Zarządu).
W latach 1995–2008 współpracowała z „Gazetą Wyborczą”.
Zmarła 5 grudnia 2018. Została pochowana na cmentarzu Wojskowym na Powązkach (kwatera II B 28-11-26).

## Przekłady
- Michaił Bułhakow – Psie serce
- Michaił Bułhakow – Mistrz i Małgorzata (wspólnie z Witoldem Dąbrowskim)
- Michaił Bułhakow – Biała gwardia (wspólnie z Witoldem Dąbrowskim)
- Michaił Bułhakow – Diaboliada (wspólnie z Witoldem Dąbrowskim)
- Michaił Bułhakow – Fatalne jaja (wspólnie z Witoldem Dąbrowskim)
- Michaił Bułhakow – Życie pana Moliera (wspólnie z Witoldem Dąbrowskim)
- Arkadij i Boris Strugaccy – Piknik na skraju drogi
- Arkadij i Boris Strugaccy – Koniec akcji „Arka”
- Arkadij i Boris Strugaccy – Kulawy los
- Arkadij i Boris Strugaccy – Pora deszczów
- Arkadij i Boris Strugaccy – Żuk w mrowisku
- Arkadij i Boris Strugaccy – Fale tłumią wiatr
- Arkadij i Boris Strugaccy – Ślimak na zboczu
- Arkadij i Boris Strugaccy – Przyjaciel z piekła
- Arkadij i Boris Strugaccy – Sprawa zabójstwa
- Arkadij i Boris Strugaccy – Miliard lat przed końcem świata
- Arkadij i Boris Strugaccy – Hotel Pod Poległym Alpinistą
- Aleksandr Sołżenicyn – Jeden dzień Iwana Denisowicza (wspólnie z Witoldem Dąbrowskim)
- Anna Politkowska – Druga wojna czeczeńska
- Kir Bułyczow – Podróże Alicji
- Aleksandr Abramow i Siergiej Abramow – Jeźdźcy znikąd
- Władimir Sorokin – Kolejka
- Olga Czajkowska – Powróć do nas, sowo...
- Ahto Levi – Notatnik Szarego WIlka (wspólnie z Witoldem Dąbrowskim)
- Wieniedikt Jerofiejew – Zapiski psychopaty
- Borys Możajew – Żywy

## Ordery i odznaczenia
- Krzyż Kawalerski Orderu Odrodzenia Polski (17 marca 2011)[7]
- Srebrny Krzyż Zasługi (1976)
- Brązowy Medal „Zasłużony Kulturze Gloria Artis” (15 listopada 2007)[8]

## Nagrody
- Nagroda Literacka ZAiKS-u dla tłumaczy (1992)[9]
- Nagroda Związku Artystów i Kompozytorów Scenicznych (1992)
- Nagroda Stowarzyszenia Tłumaczy Polskich (1993)